# Quetame
Quetame es un municipio colombiano del departamento de Cundinamarca, ubicado en la Provincia de Oriente, a 42 km de Bogotá, vía al Llano.

## Toponimia

### Origen lingüístico[4]
- Familia lingüística: Chibcha
- Lengua: Muysccubun

### Significado
El topónimo «Quetame» significa en muysc cubun (idioma muisca) «Vuestra labranza del monte». Quetame posiblemente pertenece a la lengua general Muisca y presenta los vocablos quie-quye "madera, bosque, árbol", ta "dominio, labranza", ma "tuyo, suyo".

### Origen / Motivación
El poblado tomó su nombre del cacique Pedro Quetame, quien a finales del siglo XVI tenía a su cargo la capitanía de Quetame, dependiendiente de Ubaque.

## Geografía

### Límites municipales
| Noroeste: Cáqueza (Río Negro) | Norte: Fómeque  | Nordeste: El Calvario ( Meta)                |
| Oeste: Fosca                  |                 | Este: El Calvario (Meta) (Quebrada Naranjal) |
| Suroeste: Fosca               | Sur: Guayabetal | Sureste: Guayabetal (Quebrada Puerta Grande) |

### División Político-Administrativa
Además de su Cabecera municipal, tiene bajo su jurisdicción los siguientes centros poblados:
- Guacapate
- Puente Quetame

## Historia
En la época precolombina el territorio del actual municipio de Quetame estaba habitado por los descendientes del Cacique de Ubaque, que dominaba la región del oriente. En la visita del oidor Miguel Ibarra a Cáqueza y Ubatoque, en noviembre de 1594, figuraba la capitanía de Quetame en el cacique o capitán Pedro Quetame, mayor de 60 años. 
Quetame fue fundado el 26 de junio de 1826, por el reverendo padre José Joaquín Guarín en Quetamito, lugar que se incendió debido a que sus casas eran de bahareque y paja; la población fue destruida en su totalidad por las llamas, situación que obligó al traslado al sitio actual, en el terreno donado por Don Ezequiel Castro. La categoría de municipalidad se dio al hecho de haber sido distrito parroquial en el año 1832 a solicitud de su fundador ante el Gobernador de Cundinamarca. Posteriormente, por la Ley 12 de agosto de 1868, la Ordenanza 19 de 1894 y del decreto ejecutivo 1120 de 1907 se delimitó su actual comprensión geográfica.
Antes de la creación del municipio de Quetame, la parte de la banda derecha del Río Negro era jurisdicción del municipio de Fosca, y la de la banda izquierda a Fómeque y Cáqueza, y el resto eran terrenos baldíos.

### Últimos sismos
En Quetame (Cundinamarca) y San Juanito (Meta) se registraron las últimas réplicas de movimientos telúricos, Un sismo de 5,5 grados en la escala de Richter, que sacudió al centro y oriente del país la tarde del sábado 24 de mayo de 2008.
El fuerte sismo tuvo una profundidad de 3,5 kilómetros, ocurrió a las 2:21 p. m.. del 24 de mayo de 2008, El Calvario (Meta) fue su epicentro.
Esta población está a 55 kilómetros al suroeste de Bogotá y a 44 de Villavicencio. 
Las poblaciones más afectadas por el desastre natural fueron Puente Quetame, Quetame y Fosca, en Cundinamarca.
En Puente Quetame unas 70 casas se vinieron al piso y en Quetame se derrumbó parcialmente la iglesia. Su peligro es tal, que tendrá que ser tumbada en su totalidad, según informaron autoridades de esa zona.
El primero ocurrió a las 4:39 de la mañana con epicentro en El Calvario (Meta). La intensidad fue de 4.1 grados en la escala de Richter y su profundidad 3.3 kilómetros.
El segundo, de menor magnitud, se registró en San Juanito (Meta) a las 9:14 de la mañana, con una intensidad de 2.8 grados en la escala de Richter y 24,8 kilómetros de profundidad.
En esa misma zona, al mediodía se registró otro con una magnitud de 3.2 en la escala de Richter y de 28.1 kilómetros de profundidad. Ninguno de ellos dejó más víctimas y tampoco daños materiales.

## Instituciones de educación
- Escuela Normal Superior Santa Teresita
- I.E.D. Técnico Comercial Puente Quetame

## Límites
| Noroeste: Cáqueza (Río Negro) | Norte: Fómeque  | Nordeste: El Calvario ( Meta)                |
| Oeste: Fosca                  |                 | Este: El Calvario (Meta) (Quebrada Naranjal) |
| Suroeste: Fosca               | Sur: Guayabetal | Sureste: Guayabetal (Quebrada Puerta Grande) |